# Iurkivșciîna, Borzna
Iurkivșciîna (în ucraineană Юрківщина) este un sat în comuna Iadutî din raionul Borzna, regiunea Cernihiv, Ucraina.

## Demografie
Componența lingvistică a localității Iurkivșciîna
     Ucraineană (100%)
Conform recensământului din 2001, toată populația localității Iurkivșciîna era vorbitoare de ucraineană (100%).